# 地域医療機能推進機構人吉医療センター
地域医療機能推進機構人吉医療センター（ちいきいりょうきのうすいしんきこうひとよしいりょうセンター）は、熊本県人吉市に所在する独立行政法人地域医療機能推進機構が開設運営する医療機関（病院）である。熊本県の災害拠点病院の一つであり、また地域医療支援病院の承認を受ける。通称JCHO人吉医療センター（ジェイコーひとよしいりょうセンター）。

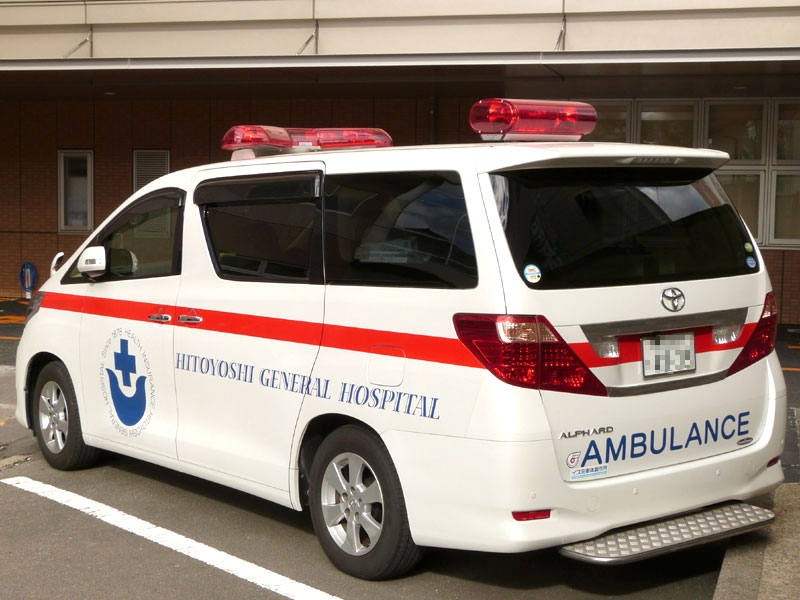
病院保有の救急車

## 沿革
- 1863年（文久3年） - 三宅莞齋、岡幸兵衞の援助のもと人吉に醫業を開業。
- 1865年（慶應元年） - 三宅氏が家中騒動で人吉を追放される。その後、谷地洋及が再び岡氏の斡旋にて開業。
- 1870年（明治3年） - 谷地氏帰郷する。西道庵が人吉に戻り、人吉市紺屋町に開業。
- 1874年（明治7年） - 人吉市新町に病院を移転、「私立人吉病院」となる。
- 1878年（明治11年）10月8日 - 「公立人吉病院」を人吉市老神町に設立。
- 1896年（明治29年） - 「第一郡立病院」に名称変更。
- 1923年（大正12年） - 「公立人吉病院」に名称変更。
- 1946年（昭和21年）11月 - 人吉総合病院建設委員会を発足。
- 1947年（昭和22年）5月1日 - 人吉総合病院建設委員会は、公立病院の一切を引きつぎ健康保険病院として発足。
- 1947年（昭和22年）10月1日 - 「健康保険人吉総合病院」に名称変更。
- 1949年（昭和24年）3月31日 - 熊本県社会保険協会の経営となる。
- 1958年（昭和33年）10月1日 - 社団法人全国社会保険協会連合会に経営を移管。
- 1964年（昭和39年）10月6日 - 救急告示病院の指定を受ける。
- 1970年（昭和45年）3月25日 - 管理診療棟新築。
- 1977年（昭和52年）3月31日 - 病棟（鉄筋コンクリート5階建て）新築。
- 1985年（昭和60年）3月30日 - 放射線部、健診センター新築。
- 1987年（昭和62年）3月31日 - サービス棟新築。
- 1992年（平成4年）3月31日 - 健康管理センター棟新築。
- 1995年（平成7年）4月1日 - 健康保険人吉看護専門学校開校。
- 1999年（平成11年）4月1日 - 第二種感染症指定病院及び災害拠点病院の指定を受ける。
- 2000年（平成12年）9月18日 - 日本医療機能評価機構認定（ver3.0）。
- 2002年（平成14年）11月11日 - 小児病棟設置。
- 2003年（平成15年）7月31日 - 緩和ケア病棟設置。
- 2003年（平成15年）12月12日 - ライナック棟新築。
- 2005年（平成17年）9月14日 - 基幹型臨床研修病院の指定を受ける。
- 2005年（平成17年）9月18日 - 日本医療機能評価機構認定（ver5.0）。
- 2005年（平成17年）10月12日 - 地域医療支援病院の名称使用が承認される。
- 2007年（平成19年）1月31日 - 地域がん診療連携拠点病院の指定を受ける。
- 2008年（平成20年）5月26日 - 電子カルテ稼働。
- 2008年（平成20年）8月1日 - 五木村診療所の診療支援開始。
- 2008年（平成20年）10月1日 - 年金・健康保険福祉施設整理機構(RFO)出資。
- 2009年（平成21年）4月24日 - 神経内科外来開設。
- 2010年（平成22年）3月31日 - 熊本DMAT指定病院の指定を受ける。
- 2010年（平成22年）11月5日 - 日本医療機能評価機構認定（ver6.0）。
- 2011年（平成23年）4月1日 - 五木村診療所の指定管理者となる。
- 2012年（平成24年）4月1日 - 五木村診療所に電子カルテを導入。
- 2013年（平成25年）4月1日 - 標榜診療科を26診療科へ変更。
- 2013年（平成25年）4月30日 - 本館棟新築。
- 2014年（平成26年）4月1日 - 同日発足した独立行政法人地域医療機能推進機構に運営が移管され、病院名称を「独立行政法人地域医療機能推進機構 人吉医療センター」（通称・JCHO人吉医療センター）に変更。

## 診療科目
- 呼吸器内科
- 消化器内科
- 循環器内科
- 代謝内分泌内科
- 血液内科
- 小児科
- 外科
- 呼吸器外科
- 消化器外科
- 血管外科
- 乳腺外科
- 整形外科
- 脳神経外科

- 神経内科
- 皮膚科
- 泌尿器科
- 産婦人科
- 眼科
- 耳鼻咽喉科
- 放射線科
- 麻酔科
- リハビリテーション科
- 歯科口腔外科
- 救急科
- 病理診療科

## 指定・認定
- 地域医療支援病院
- 臨床研修指定病院（基幹型）
- 臨床研修指定病院（協力型）
- 地域がん診療連携拠点病院
- 災害拠点病院
- 健康保険療養取扱医療機関
- 国民健康保険取扱医療機関
- 労働者災害保険指定医療機関
- 生活保護指定医療機関
- 母子保護指定医療機関
- 結核指定医療機関
- 指定自立支援医療機関（更生・育成・精神医療）
- 児童福祉法指定医療機関
- 特定疾患研究事業取扱医療機関
- 小児慢性特定疾患研究事業取扱医療機関
- 原子爆弾被爆者医療に関する指定医療機関
- 第二種感染症指定医療機関
- 救急告示病院
- 日本医療機能評価機能認定施設
- 熊本DMAT指定病院

## 交通アクセス
- 産交バス 人吉周遊バス（じゅぐりっと号）・石水寺～人吉線・上原田線・大柿線・小柿線 「人吉医療センター（平日のみ停車）」または「人吉市立第一中学校前」バス停下車。
- JR九州・くま川鉄道 人吉駅より車で5分、バスで8分。

## 併設施設
- 予防医療センター（旧・健康管理センター）

## 周辺
- 永国寺
- 人吉市立第一中学校
- 熊本地方法務局人吉支局
- 繊月酒造
- 熊本地方裁判所人吉支部
- 人吉市役所
- 人吉城跡